# Grof Berengar II. od Sulzbacha
Berengar II. († 3. prosinca 1125.) bio je njemački plemić i grof Sulzbacha. Poznat i kao Berengar I., bio je sin grofa Gebharda II. († 1085.) i Irmgarde od Rotta te unuk grofa Gebharda I. Berengarove su supruge bile Adelajda, udovica i nasljednica Udalrica od Passaua te Adelajda od Wolfratshausena. 
Tijekom borbe za investituru, Berengar je bio na strani pape Grgura VII. te je podupirao cara Henrika V. Također, Berengar je poznat kao osnivač nekoliko opatija.

## Djeca
Djeca Berengara i njegove druge supruge:
- Gebhard III. od Sulzbacha
- Gertruda of Sulzbacha, kraljica Njemačke
- Berta od Sulzbacha, carica Bizantskog Carstva
- Matilda od Sulzbacha

Marija Komnena bila je Berengarova unuka.